# 錫奧馬恩戈威茲國家公園
錫奧馬恩戈威茲國家公園（Sioma Ngwezi National Park）是非洲中部國家贊比亞的國家公園，位於該國西南部，佔地約5,000平方公里，野生動物有馬羚、黑馬羚、瓦氏赤羚、高角羚、斑馬、非洲野犬、獵豹等。

## 外部連結
- Zambian tourism website （页面存档备份，存于）

17°15′04″S 23°25′52″E / 17.25099°S 23.43109°E